# Эртацминда
Эртацминда (изменённая форма Эстате Цминда — святой Эстате) — грузинская православная церковь святого Эвстате (Евстафия)
Расположена в деревне Эртацминда муниципалитета Каспи.
Построенная из обработанного камня церковь стоит на двух столпах[уточнить]. По обе стороны от алтаря в два этажа построены комнаты. Несмотря на существование росписи, церковь наиболее известна своим фасадом. Все четыре стороны церкви украшены большим декорированным крестом.

## История
Датируется первой половиной XIII века. Стилистически сходна с церквями XII—XIII веков, в частности Икорта, Питарети, Бетаниа, Кватахеви и др..
С XVII века храмом управляла семья Тархнишвили. Стала местом упокоения представителей фамилии Саакадзе. Именно здесь похоронена голова убитого сына Георгия Саакадзе — Пааты.